# Ercolania pica
Ercolania pica is een slakkensoort uit de familie van de Limapontiidae. De wetenschappelijke naam van de soort is voor het eerst geldig gepubliceerd in 1922 door Annandale & Prashad.